# フランス領ギアナの都市の一覧

フランス領ギアナの地図

フランス領ギアナの都市の一覧。

## 一覧
- カイエンヌ （Cayenne）
- クールー （Kourou）
- サン＝ローラン＝デュ＝マロニ （Saint-Laurent-du-Maroni）
- マトゥーリー（英語版）（Matoury）
- ルミール＝モンジョリー（英語版）（Remire-Montjoly）
- マッコーリア（英語版）（Macouria）